# Real Zaragoza 1980-1981
Questa voce raccoglie le informazioni riguardanti il Real Zaragoza nelle competizioni ufficiali della stagione 1980-1981

## Stagione
In Coppa del Re, il Real Saragozza venne eliminato al primo turno nel derby aragonese contro l'Andorra CF, militante in Tercera División. L'Andorra pareggiò per 1-1 alla Romareda e poi vinse il ritorno in casa per 2-1, giocando in dieci uomini, trovando il gol decisivo con José Vicente Lacambra ai supplementari.
La stagione fu caratterizzata da un andamento negativo anche in campionato, con l'esonero a stagione in corso di Manolo Villanova, sostituito da Leo Beenhakker, allenatore olandese proveniente dall'Ajax.
L'attaccante argentino Marcelo Trobbiani, uno degli acquisti estivi, proveniente dall'Elche, si rivelò una delle maggiori delusioni e fu ceduto già nel calciomercato invernale al Boca Juniors.

## Rosa
| N. |                     | Ruolo | Calciatore                   |
| -- | ------------------- | ----- | ---------------------------- |
|    | Spagna (bandiera)   | P     | José Manuel Fernández Nieves |
|    | Spagna (bandiera)   | P     | Sabino Zubeldia              |
|    | Spagna (bandiera)   | P     | Juan Luis Irazusta           |
|    | Spagna (bandiera)   | D     | Jesús India                  |
|    | Spagna (bandiera)   | D     | Pedro Camus                  |
|    | Spagna (bandiera)   | D     | José Antonio Casajús         |
|    | Paraguay (bandiera) | D     | Víctor Hugo Díaz Zayas       |
|    | Spagna (bandiera)   | D     | Casuco                       |
|    | Spagna (bandiera)   | D     | Luis Felipe Sanz Novellón    |
|    | Spagna (bandiera)   | D     | Jesús Antonio Salvatierra    |
|    | Spagna (bandiera)   | D     | Jesús Alberto Benedé         |
|    | Spagna (bandiera)   | D     | Tomás Ismael Blesa           |
|    | Spagna (bandiera)   | C     | Víctor Muñoz                 |
|    | Spagna (bandiera)   | C     | José Ignacio Oñaederra       |

| N. |                      | Ruolo | Calciatore               |
| -- | -------------------- | ----- | ------------------------ |
|    | Spagna (bandiera)    | C     | José Félix Pérez Aguerri |
|    | Spagna (bandiera)    | C     | José Carlos Barrachina   |
|    | Spagna (bandiera)    | C     | Pedro Antonio Moreno     |
|    | Spagna (bandiera)    | C     | Francisco Güerri         |
|    | Spagna (bandiera)    | C     | Miguel Ángel Belanche    |
|    | Spagna (bandiera)    | A     | Modesto Pérez            |
|    | Spagna (bandiera)    | A     | Pichi Alonso             |
|    | Argentina (bandiera) | A     | Jorge Valdano            |
|    | Argentina (bandiera) | A     | Marcelo Trobbiani        |
|    | Spagna (bandiera)    | A     | Rafael Latapia           |
|    | Spagna (bandiera)    | A     | José María Amorrortu     |
|    | Spagna (bandiera)    | A     | José Ramón Badiola       |